# Villanueva (kommun i Colombia, Santander, lat 6,67, long -73,18)
Villanueva är en kommun i Colombia.   Den ligger i departementet Santander, i den centrala delen av landet, 250 km norr om huvudstaden Bogotá. Antalet invånare är 6 978.